# 페퍼 X
페퍼 X(Pepper X)는 캐롤라이나 리퍼의 창시가 에드 커리가 재배한 고추속 재배품종이다. 페퍼 X는 여러 교잡에서 기인하였으며 비상하게 높은 캡사이신을 만들어낸다.
커리(Currie)에 따르면 캐롤라이나 리퍼보다 맵기가 2배에 이를 만큼 세계에서 가장 매운 고추로 인식되며 스코빌 척도는 3.18 million SHU에 이르지만, 당시 기네스 세계 기록에 의해 인정을 받지는 않은 상태이다. 2023년 기준으로 캐롤라이나 리퍼가 가장 매운 공식 고추로서 1,641,183 SHU를 기록하고 있었지만, 기네스북에 등재되면서 기록을 밀어내는데 성공하였다.